# كولريوز

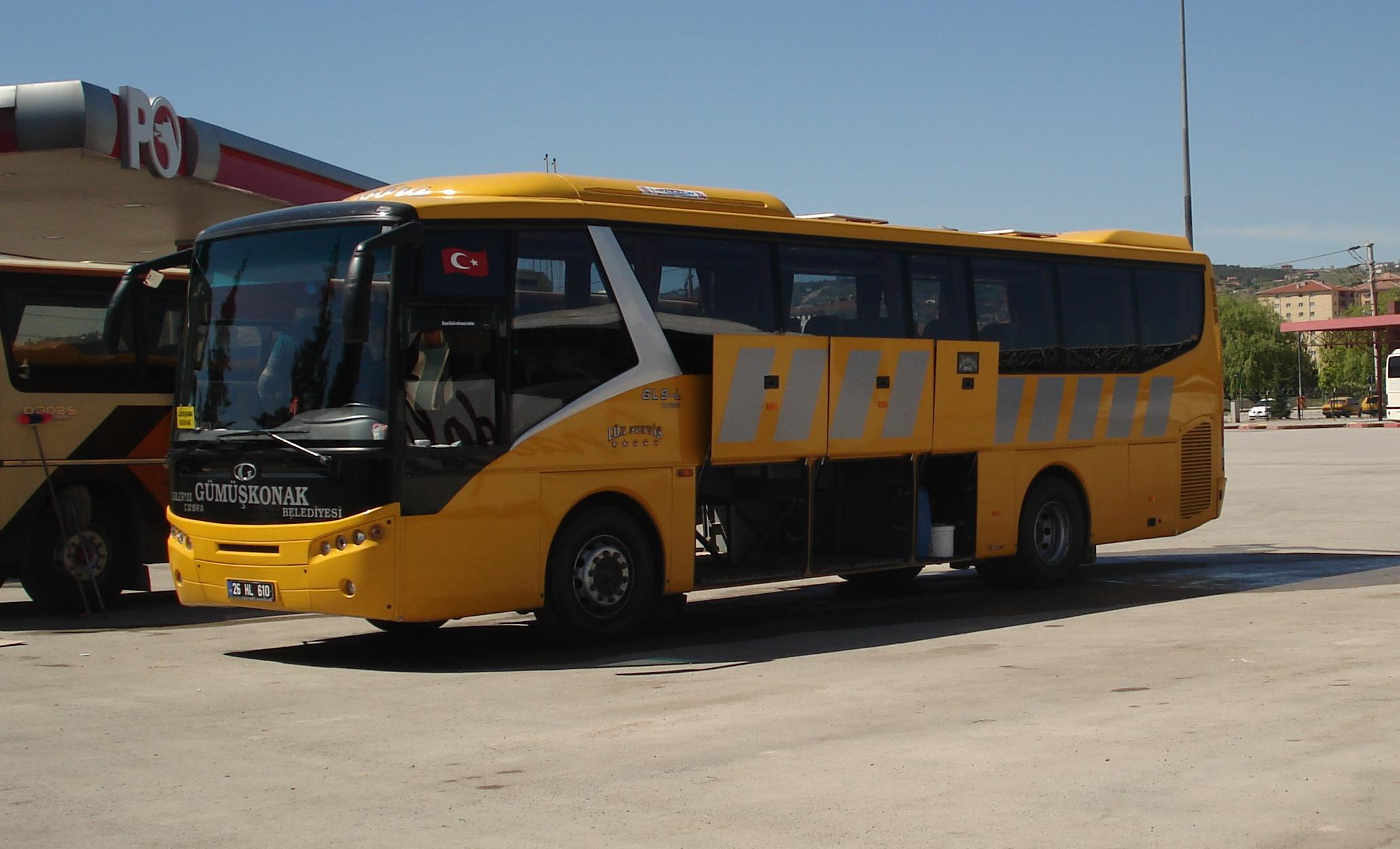
Güleryüz Cobra GL9 L.

هي شركة تركية لبناء هياكل مركبات المتمركزة في مدينة بورصة، وقد بدأت الشركة بأعمالها منذ سنة 1967 بإنتاج هياكل السيارات وبدأت بإنتاج هياكل الباصات بصورة مستمرة منذ سنة 1999، وتقوم الشركة الآن بإنتاجها في معملها الذي تبلغ مساحته 70 ألف م2. وتقوم الشركة بتصدير 60 % من إنتاجها إلى الجمهوريات الناطقة باللغة التركية ودول الشرق الأوسط وبلغاريا ورومانيا وصربيا وهنغاريا واليونان والبوسنة والهرسك وبولندا وإسرائيل وأوكرانيا وأرمينيا وكرواتيا وشمالي قبرص التركية وإيطاليا والنمسا وإسبانيا والفاتيكان وسلوفينيا.

## التاريخ

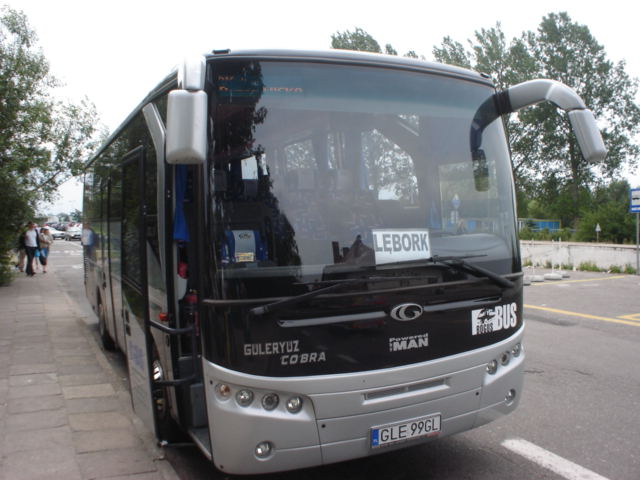
Güleryüz Cobra GL9 L.

تحولت ورشة العمل التي أدارها الأب وأبنائه الثلاثة إلى شركة في عام 1982.

## المنتوجات

### حافلات للمُدن
- Cobra GD 272
- Cobra GM 220
- Cobra GM 180
- Cobra Double Decker

### حافلات فاخرة
- Cobra GL 9
- Cobra GL 9L

## وصلات خَارجية
- الموقع الرسمي